# Sindrome di Noonan
La sindrome di Noonan è una malattia genetica caratterizzata da un insieme di malformazioni congenite dell'individuo. Descritta per la prima volta dalla dottoressa statunitense Jacqueline Noonan nel 1963, la malattia venne all'inizio definita come la sindrome di Turner maschile ma, a differenza di quest'ultima, i pazienti affetti da sindrome di Noonan hanno un cariotipo normale (46 XX o 46 XY) e sono maschi o femmine in ugual percentuale.

## Epidemiologia
L'incidenza viene stimata intorno ad un caso su 1000-2500 nuovi nati e non fa distinzione di sesso.

## Eziologia
Il difetto genetico responsabile della metà circa dei casi, scoperto nel 2001, è localizzato sul cromosoma 12, a livello del gene PTPN11, che codifica per la tirosin-fosfatasi 2, un enzima appartenente al pathway Ras/MAPK e coinvolto in numerosi processi di sviluppo dell'embrione tra cui la divisione, la differenziazione cellulare e la formazione delle valvole cardiache. Altri geni le cui varianti possono causare la sindrome di Noonan includono BRAF (<2% dei casi), KRAS (<5% dei casi), LZTR1 (8% dei casi), MAP2K1 (<2% dei casi), MRAS (<1% dei casi), NRAS (<1% dei casi), RAF1 (5% dei casi), RASA2, RIT1 (5% dei casi), RRAS2 (<1% dei casi), SOS1 (10%-13% dei casi) e SOS2 (~4% dei casi).
Le varianti del gene PTNP11 possono anche essere associate alla sindrome di Noonan con lentiggini multiple, anche nota come sindrome LEOPARD, descritta per la prima volta nel 1969. Questa sindrome presenta alcune caratteristiche in comune con la sindrome di Noonan, ma viene solitamente considerata come una condizione a sé stante.

## Caratteristiche cliniche
La sindrome associa: un difetto cardiaco congenito (di solito stenosi della valvola polmonare) o una cardiomiopatia ipertrofica, ritardi di crescita (con una media maschile di 162 cm e una media femminile di 153 cm) e talvolta di apprendimento, criptorchidismo (nei maschi), anomalie della coagulazione del sangue (che possono andare dalla piastrinopenia alla malattia di Von Willebrand) e talvolta una malformazione del genere Arnold-Chiari tipo I. L'aspetto fisico è goffo, con bassa statura, scoliosi e la presenza di una facies caratterizzata da fronte alta, pterigio nucale, impianto basso delle orecchie e ipertelorismo.

## Terapia
Il trattamento mira, ove possibile, alla correzione o almeno al monitoraggio della progressione della stenosi polmonare che, nella maggior parte dei casi, è la causa di morte di questi pazienti.